# Галимов, Вахит Газизович
Вахи́т Гази́зович Гали́мов (тат. Галимов Вахит Газиз улы; 1921, Старобалаково, Уфимская губерния — 28 октября 1943, Солонянский район, Днепропетровская область) — участник Великой Отечественной войны, снайпер 100-го гвардейского стрелкового полка 35-й гвардейской стрелковой дивизии 6-й армии 3-го Украинского фронта, гвардии старший сержант. Герой Советского Союза. Всего уничтожил 207 врагов.

## Биография
Родился в 1921 году в деревне Старобалаково (ныне — Чекмагушевского района Башкортостана) в крестьянской семье. Согласно документам о награждении по национальности — татарин.
Окончив начальную школу, работал в колхозе в деревне Старобалаково, затем — на заводах в Петрозаводске и Ленинграде.
В Красную Армию был призван в июне 1941 года Чекмагушевским райвоенкоматом Башкирской АССР. Окончил курсы снайперов. На фронте Великой Отечественной войны — с сентября 1941 года. Член ВКП(б) с 1943 года.
Снайпер 100-го гвардейского стрелкового полка гвардии старший сержант Вахит Галимов в период оборонительных боёв на Северском Донце выполнил задание командования по подготовке 22-х снайперов. Практически обучая своих товарищей, В. Г. Галимов уничтожил 46 немецких солдат и офицеров.
28 октября 1943 года отважный воин погиб в бою. Похоронен в селе Днепровское Солонянского района Днепропетровской области Украины.
За годы войны на своём боевом счету снайпер В. Г. Галимов имел 207 уничтоженных немецких солдат и офицеров.

## Награды
- Указом Президиума Верховного Совета СССР от 22 февраля 1944 года за образцовое выполнение боевых заданий командования и проявленные мужество и героизм в боях с немецко-фашистскими захватчиками гвардии старшему сержанту Галимову Вахиту Газизовичу посмертно присвоено звание Героя Советского Союза[3].
- Орден Ленина.
- Орден Красной Звезды (октябрь 1943)[2].
- орден Славы 3 степени (ноябрь 1943)[2].
- Медаль « За отвагу» (28.07.1943)[4].
- Медали.

## Память
- В Национальном краеведческом музее Республики Башкортостан[5] славному земляку посвящён стенд; на доме в селе Старобалаково, где жил В. Г. Галимов, установлена мемориальная доска; его имя носила пионерская дружина Старобалаковской школы.
- В сентябре 1968 года в деревне Тайняш был открыт памятник Герою.